# Celestins
La Congregació Benedictina dels Celestins (sigles: O.S.B. Cel.) o Celestins va ser fundada per Pietro del Morrone el 1264: el seu nom deriva del que després va prendre'n el fundador quan, en 1294, va ser elegit papa com a Celestí V. Per això es coneix també el fundador amb el nom de Sant Pere Celestí.

## Història
Monjo benedictí el 1230 i prevere el 1239, Pietro del Morrone va preferir sempre la vida eremítica, fent vida ascètica a l'ermita de Majella, als Abruços. El seu exemple va atraure nombrosos deixebles, de manera que va formar-se una comunitat a l'ermita del Santo Spirito de Maiella a Roccamorice (província de Pescara).
La comunitat s'anomenà Congregació dels Germans de l'Esperit Sant i adoptà una regla basada en les dels benedictins, camaldulesos i franciscans, que fou aprovada per Urbà IV amb butlla de l'1 de juny de 1263: el mateix document autoritzava la comunitat a incorporar-se a l'Orde de Sant Benet; la incorporació va ser efectiva el 21 de juny de 1264.
En 1274 l'orde va estar a punt d'ésser suprimit: aplicant un decret del Concili Lateranense IV, els bisbes reunits al concili de Lió van decidir eliminar els ordes religiosos fundats després de 1215. El 21 de març de 1274, Pietro del Morrone anà amb alguns membres de la comunitat a Lió i obtingué de Gregori X la reconfirmació de la regla (butlla Religiosam vitam del 22 de març de 1275). El bisbe de Chieti concedí a la comunitat l'exempció de la jurisdicció episcopal en 1278.
La congregació dels celestins es difongué ràpidament, sobretot a Itàlia (96 abadies i priorats) i França (21 cases), on la introduí Felip el Bell per a celebrar la figura de Celestí V, que era vist com una víctima de Bonifaci VIII, llavors enemic del rei francès. Els pocs establiments celestins d'Alemanya daten de l'època de la reforma protestant.
Els celestins havien tingut a càrrec seu a Roma, l'església i el monestir de San Pietro in Montorio; quan Sixt IV va donar-la als franciscans, va adjudicar als celestins l'església de Sant' Eusebio de Vercelli. A Barcelona, Martí l'Humà va voler fundar un monestir a la Capella Reial de Barcelona i va demanar-ne l'autorització a Benet XIII el 1398; va oferir-la als celestins, que arribaren en 1407 i s'instal·laren a Valldaura, fins que el nou monestir estigué en condicions. En 1408, el que havia de ser monestir de les Santes Relíquies, al Palau Reial Major (en el lloc on avui s'uneixen la capella de Santa Àgata i la Casa Padellàs) fou iniciat, però la mort del rei va deixar-lo sense protecció. La comunitat no s'hi va consolidar i el 1423, Alfons el Magnànim va cedir la capella als mercedaris, que hi van mantenir el culte.
Suprimits a França en 1776 per Pius VI, van desaparèixer d'Itàlia al començament del segle xix.
L'hàbit celestí és una sotana blanca de llana lligada amb una banda de lli i un cinyell de cuir, també blancs; a sobre, un escapulari i una caputxa negra. No tenien permès vestir a sota cap camisa o samarreta que els protegís el cos.

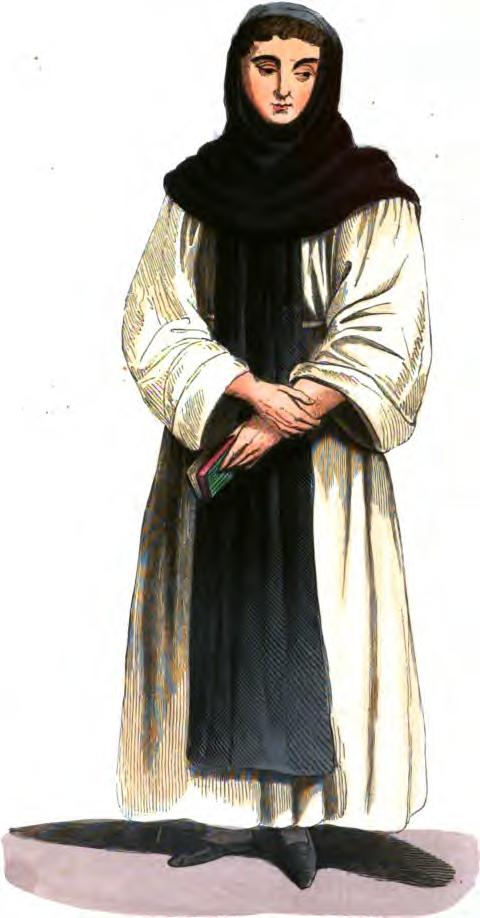
Hàbit dels celestins (gravat de 1851)
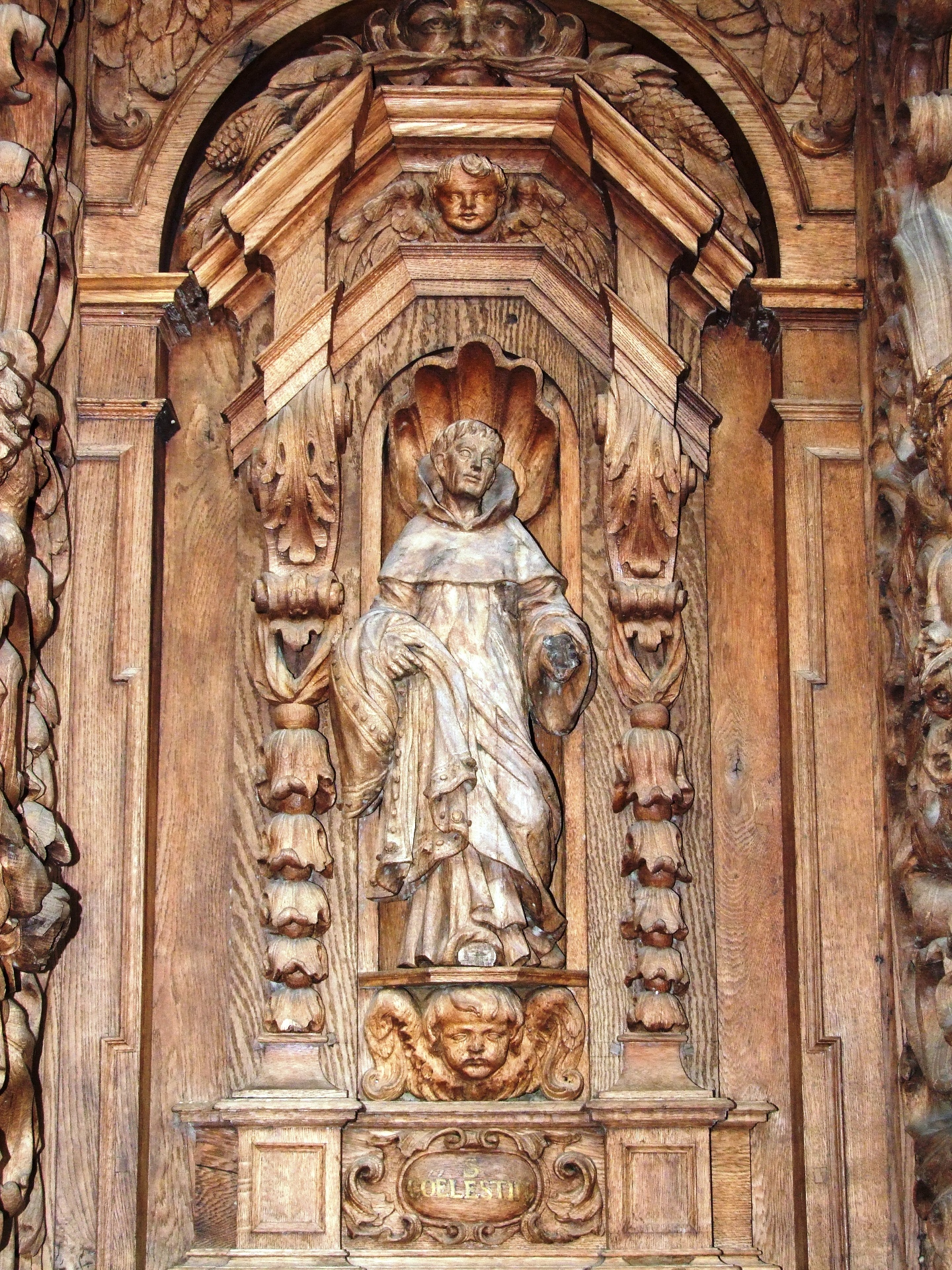
Pietro de Morrone, fundador de l'orde; talla al cor de Buxheim, s. XVIII
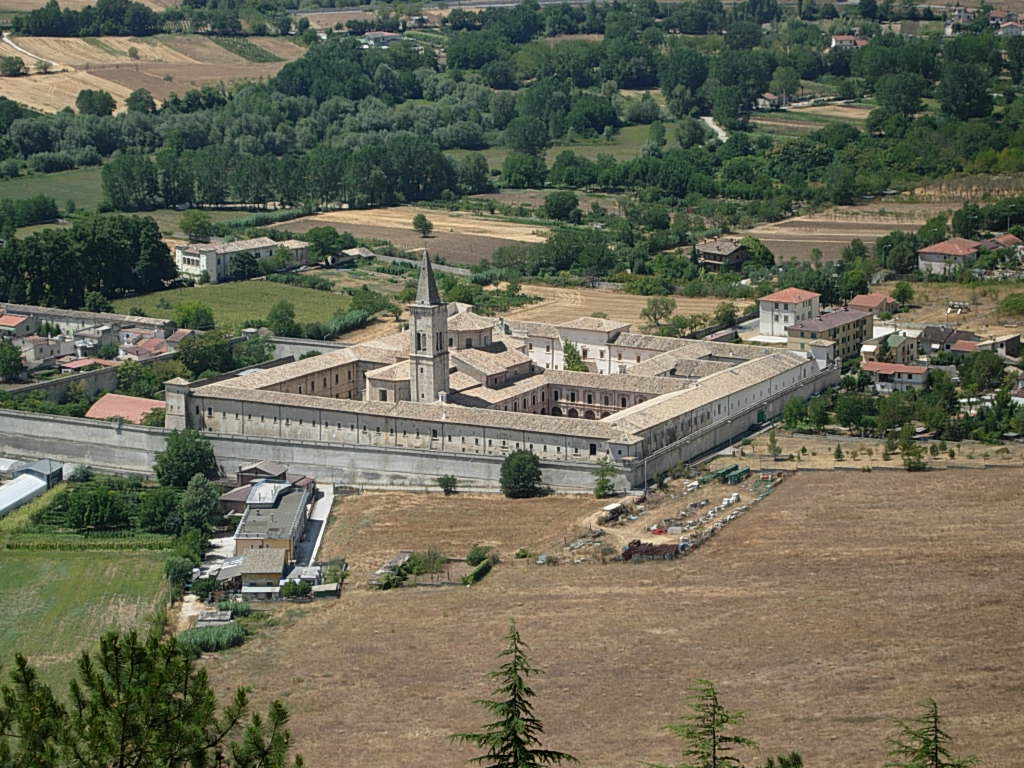
Badia Morronese, seu general de l'orde, a Sulmona
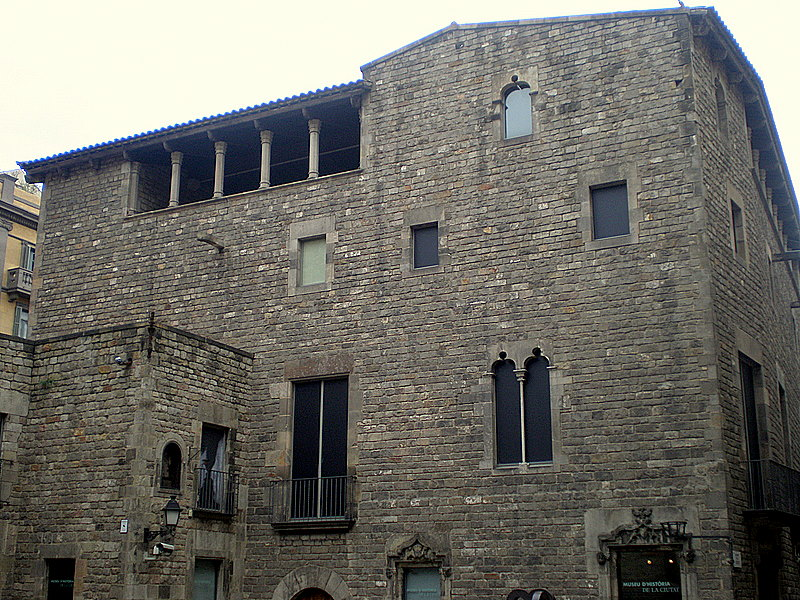
A l'esquerra, antiga Capella Reial de Barcelona, on s'instal·là cap al 1400 una comunitat celestina
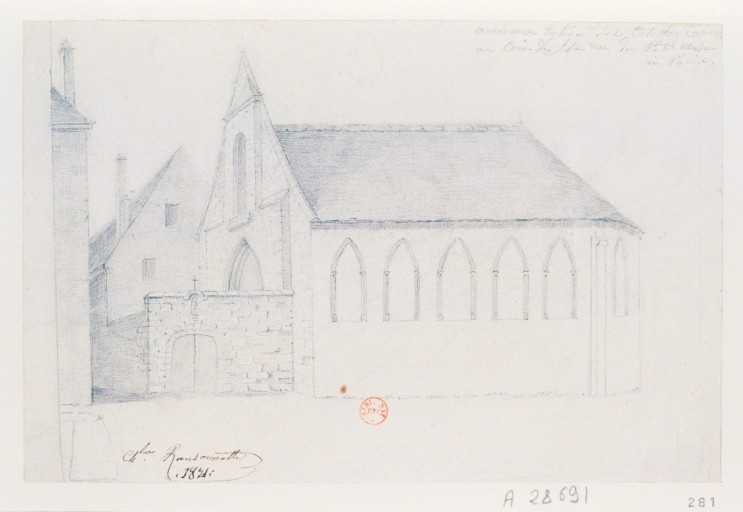
Antic convent dels celestins de París; dibuix de C. Ransonnette, de 1831, poc abans de l'enderroc (París, Bibliothèque nationale)